# Digital polymeraskedjereaktion
Digital polymeraskedjereaktion (digital PCR, dPCR, ddPCR, cdPCR) är en variant av den traditionella polymeraskedjereaktionen (PCR). Metoden används för att detektera och kvantifiera nukleinsyra (exempelvis DNA och RNA, för det sistnämnda används digital RT-PCR). Till skillnad från kvantitativ realtids PCR (qPCR) sker kvantifiering av templatmolekyler direkt i varje prov. Detta gör att externa kalibreringskurvor (kvantifieringsstandarder) inte är nödvändiga. En annan viktig skillnad mot qPCR är att detektion och kvantifiering sker efter att PCR-reaktionen är genomförd (så kallad end-point detektion), istället för under reaktionens gång som i qPCR (realtidsdetektion). Den första dPCR studien med en storskalig platform utfördes av Chalmersforskaren Mikael Kubista i samarbete med bl.a. Stephen Bustin som mätte intracellulära mRNA profiler.
Grundprincipen för digital PCR är att varje prov (innehållande templat, enzymmix, målspecifika primrar och hydrolysprober eller interkalerande färg) delas upp i tusentals små, individuella partitioner. Varje partition utgör en separat reaktion. De templatmolekyler som finns i provet fördelar sig slumpmässigt i dessa partitioner, vilket innebär att vissa partitioner kommer att innehålla en eller flera målmolekyler (”1”) och andra kommer att sakna målmolekyler (”0”). Efter uppdelningen körs PCR i en traditionell termocykler. Amplifiering sker enbart i de partitioner som innehåller minst en templatmolekyl. Efter att PCR genomförts kommer positiva partitioner (som innehåller minst en templatmolekyl) ha högre fluorescensintensitet jämfört med negativa partitioner. Antalet positiva och negativa partitioner räknas och beräkning av den ursprungliga mängden templatmolekyler sker med hjälp av Poissonstatistik. Metoden kräver att minst en partition saknar templat (det vill säga ger ett negativt resultat). Är alla partitioner positiva måste provet spädas och analyseras om. 